# Escut de Gandesa
L'escut oficial de Gandesa té el següent blasonament:
Escut caironat: de porpra, un guant sinistre, contrapalmellat i revessat d'argent. Per timbre, una corona mural de ciutat.

## Història
El dia 27 de març de 2018, el Ple de l'Ajuntament de Gandesa va acordar iniciar l'expedient d'adopció de l'escut heràldic del municipi. La direcció general d'Administració Local l'aprovava el 20 de desembre de 2021 i al DOGC número 8.573, de 29 de desembre, es publicava la resolució per la qual es donava la conformitat a la seva adopció.

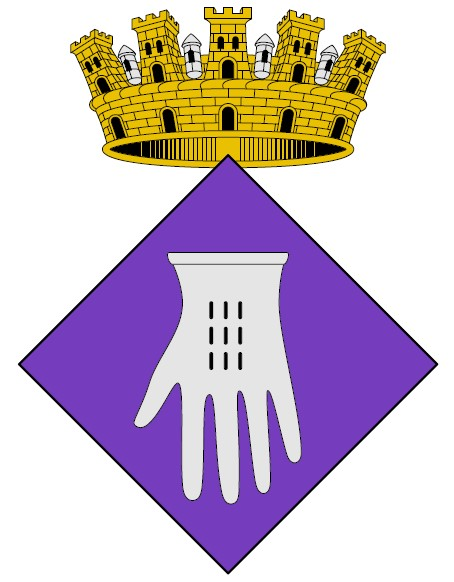
Escut utilitzat per l'Ajuntament

L'escut incorpora un guant, senyal tradicional, propi i característic del municipi, que fa que aquest símbol sigui unes armes parlants. Anteriorment es representava sobre un camper amb els quatre pals de l'escut de Catalunya.
La corona fa referència a l'estatus de ciutat que Gandesa va adquirir l'any 1838, per concessió de la reina regent Maria Cristina del títol de "Molt Lleial, Heroica i Immortal Ciutat de Gandesa", per la seva lluita contra el carlisme.
L'origen del guant de l'escut és una llegenda sorgida arran de l'anomenada Farsa de Gandesa, nom popular que rep el casament que va tenir lloc a la ciutat, el 17 d'octubre del 1319, entre l'infant Jaume d'Aragó i d'Anjou, fill de Jaume II el Just i hereu de la Corona d'Aragó, i la infanta Elionor de Castella i Portugal, filla del rei Ferran IV de Castella. La llegenda diu que, a l'acabament de la cerimònia religiosa, el príncep va fugir precipitadament i es va deixar un dels dos guants que duia. A partir d'aquell moment, el guant va anar prenent importància fins al punt que forma part tradicionalment de l'escut de Gandesa.